# Дангира
Дангира (каз. Даңғыра) — давньоказахський і давньотюркський ударний музичний інструмент, попередник бубна. Має вигляд ободка, обтягнутого з одного боку шкірою, а з іншого боку на цей ободок навішані металеві ланцюжки, кільця і пластинки.

## Використання
І дангира, і асатаяк, були атрибутами шаманських обрядів, тому через свою сакральну природу не набули широкого вжитку в музичному побуті народу. Нагадує бубни шаманів Сибіру. Вже починаючи з початку 19-го століття обидва інструменти стали поступово виходити з ужитку, а їхню роль перебрав на себе кобиз.
У казахів існує кілька інших ударних інструментів. На відміну від дангира, дабил обтягнутий шкірою з обох боків, а кепшик також є однобічним, але позбавлений металевих підвісок. Крім того, кепшик використовували в побуті для акомпанування танців. Звучання цих інструментів відкрите і різке.
У перекладі з казахської мови слово «дангира» означає ще й звук від удару по чомусь. Галасливу людину в народі називають «дангирдай даргирип», що означає «шумить як дангира».
Схожий інструмент принесли з собою в Європу угорці. Хоча після того, як вони прийняли християнство, церква заборонила шаманський бубон, але він зберігався в різноманітних формах. Навіть у 20-му столітті його збільшену форму використовували представники угорської етнографічної групи чанґо.